# Fisiognomica

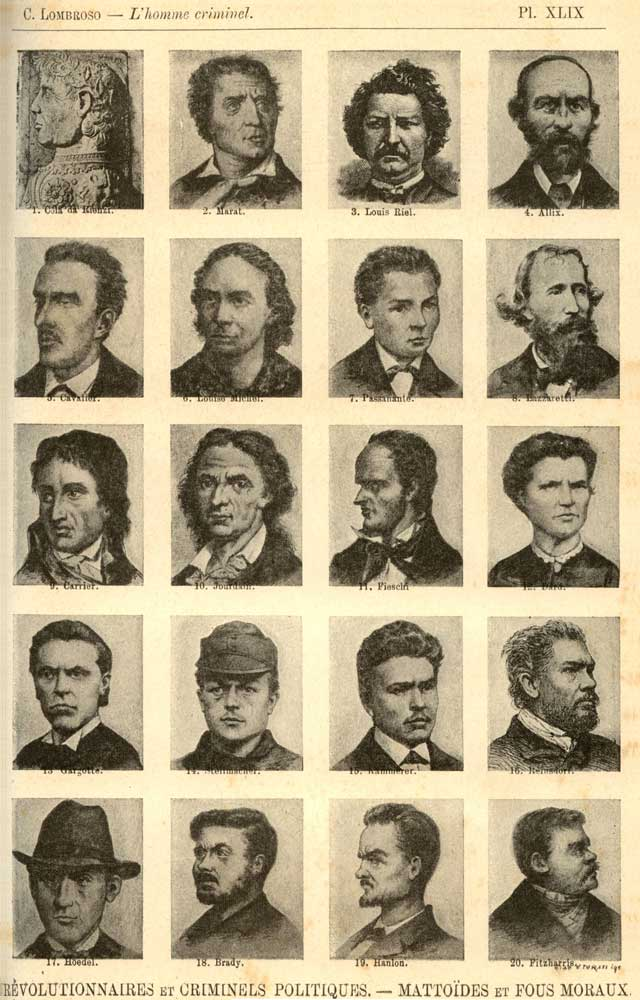
Esempi di fisiognomica di criminali, secondo Cesare Lombroso: "Rivoluzionari e criminali politici, matti e folli"

La fisiognomica è una disciplina pseudoscientifica che attraverso la  fisiognomia, fisiognomonia o fisiognomonica pretende di dedurre i caratteri psicologici e morali di una persona dal suo aspetto fisico, soprattutto dai lineamenti e dalle espressioni del volto. Il termine deriva dalle parole greche physis (natura) e gnosis (conoscenza). Fin dal XVI secolo questa disciplina godette di una certa considerazione tanto da essere insegnata nelle università. La parola fisiognomica o fisiognomia venne usata fra gli studiosi per distinguerla dal termine fisionomia (o fisonomia) che ha un significato simile ma più generico.
Tutto il sapere umano si basa infatti sulla fisio-gnomica derivata dalla fisio-nomia estetica della realtà. Ovverosia dal dedurre, attraverso i sensi e l'osservazione morfo-genetica della natura, la sua intrinseca legge del divenire in atto. La cosiddetta "fisio-gnosia" in cui rientrava pure l'uomo quale cosciente parte della legge naturale.

## Descrizione
Esistono due principali tipi di fisiognomica:
- la fisiognomica predittiva assoluta, che sostiene una correlazione assoluta tra alcune caratteristiche fisiche (in particolare del viso) e i tratti caratteriali; queste teorie non godono più di credito scientifico.
- la fisiognomica scientifica, che sostiene una qualche correlazione statistica tra le caratteristiche fisiche (in particolare del viso) e i tratti caratteriali a causa delle preferenze fisiche di una persona dovute al comportamento corrispondente. La correlazione è dovuta al rimescolamento genetico. Questo tipo di fisiognomica trova fondamento nel determinismo genetico del carattere.

## La fisiognomica nell'antichità
Riferimenti a relazioni tra l'aspetto di una persona e il suo carattere risalgono all'antichità e si possono rinvenire in alcune antiche poesie greche. Le prime indicazioni allo sviluppo di una teoria in questo senso risultano nell'Atene del V secolo a.C. dove un certo Zopyrus si proclamava esperto di quest'arte.
I giovani che volevano entrare nella scuola pitagorica dovevano dimostrare di essere già istruiti nella fisiognomica (ephysiognomonei).
Il filosofo Aristotele, nel IV secolo a.C., si riferiva spesso a questo tipo di teorie anche con citazioni letterarie. Aristotele stesso era d'accordo con queste teorie come testimonia un passaggio di Analitici primi (2.27):
(Traduzione A. J. Jenkinson)
Il primo trattato sistematico sulla fisiognomica giunto fino ad oggi è il volumetto Physiognomica attribuito ad Aristotele ma più probabilmente frutto della sua scuola. È diviso in due parti e quindi probabilmente in origine erano due lavori separati. La prima sezione tratta soprattutto del comportamento umano sorvolando su quello degli animali. La seconda sezione è incentrata sul comportamento animale dividendo il regno animale in maschile e femminile. Da questo vengono dedotte corrispondenze tra l'aspetto umano e il comportamento.
Dopo Aristotele, i trattati più importanti sono:
- Polemo di Laodicea, de Physiognomonia (II secolo a.C.), in greco
- Adamanzio il Sofista, Physiognomica (IV secolo d.C.), in greco
- Anonimo latino, de Physiognomonia (IV secolo d.C.)

## La fisiognomica moderna

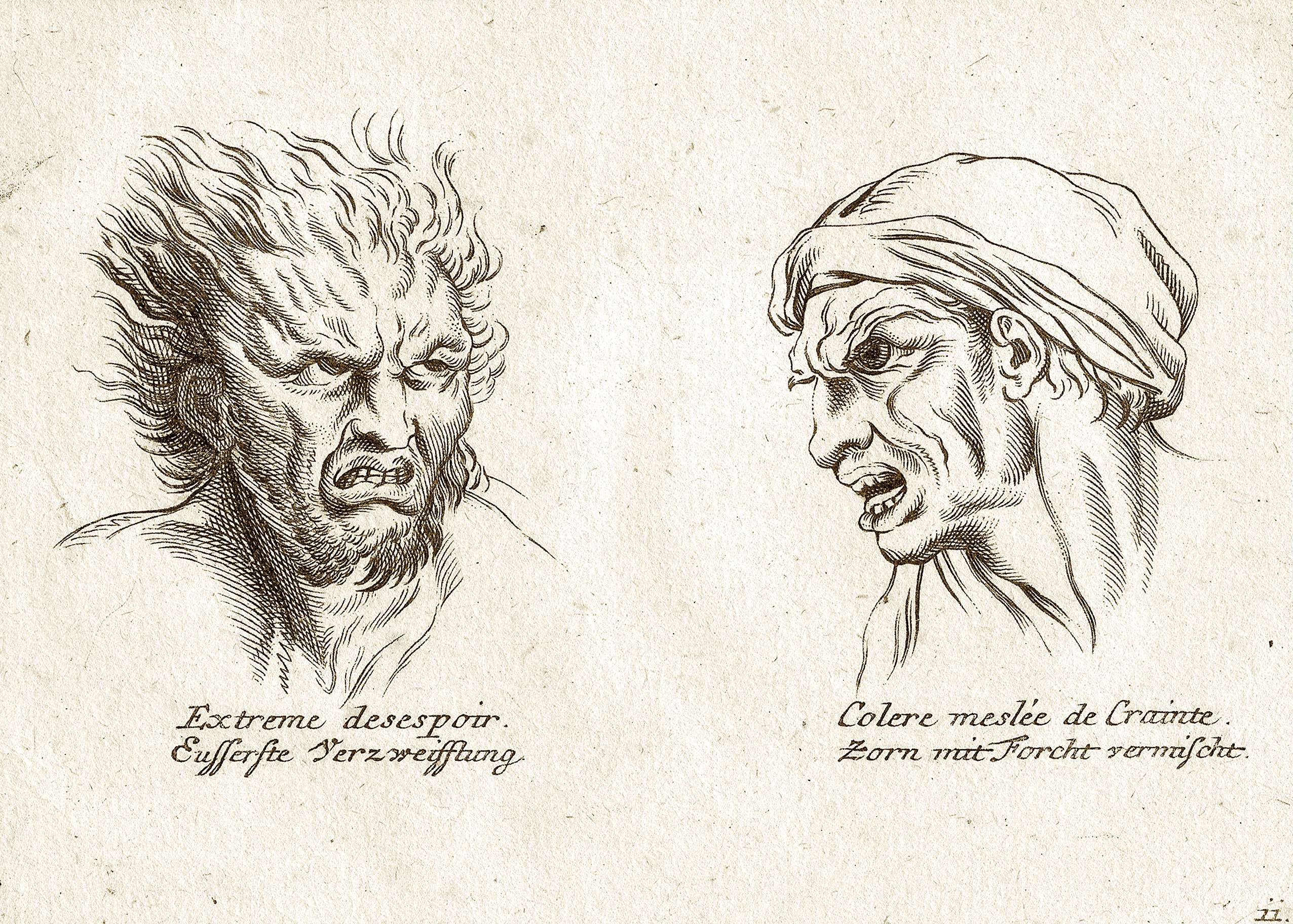
Tipica illustrazione di un libro ottocentesco sulla fisiognomica (a sinistra: "profonda disperazione"; a destra: "collera mischiata con paura")

La fisiognomica, in quanto studio delle particolarità del volto umano in grado di rivelare peculiarità caratteriali, era piuttosto diffusa nel Rinascimento ed è risaputo che Leonardo ne era appassionato, come pure Michelangelo.
(James Ackerman, L'architettura di Michelangelo, Torino, 1968, p. 13)
Il trattato di Pomponio Gaurico intitolato De Sculptura, pubblicato a Firenze nel 1504, presenta questo tipo di conoscenza nei termini seguenti:
(Estratti citati da Michiaki Koshikawa, Individualità e concetto. Note sulla ritrattistica del Cinquecento in: AA.VV., Rinascimento. Capolavori dei musei italiani. Tokyo-Roma 2001 (catalogo della mostra di Roma, Scuderie Papali del Quirinale. 15.09.2001-06.01.2002), Milano,Skira, 2001, p. 41)
Gli studi di fisiognomica influenzarono artisti del Cinquecento - come Sofonisba Anguissola (Fanciullo morso da un gambero) e Fede Galizia (Ritratto di Paolo Morigia) - nell'interpretazione dell'emotività del soggetto ritratto.
Il principale esponente della fisiognomica pre-positivista è stato il pastore svizzero Johann Kaspar Lavater (1741 - 1801) che fu amico, per un breve periodo, di Goethe. Il saggio di Lavater sulla fisiognomica fu pubblicato per la prima volta in tedesco nel 1772 e divenne subito popolare. Venne poi tradotto in francese ed inglese influenzando molti lavori successivi. Le fonti principali dalle quali Lavater trasse conferma per le sue idee furono gli scritti di Giambattista della Porta (1535 - 1615) e del fisico e filosofo inglese Thomas Browne (1605 - 1682) del quale lesse e apprezzò Religio medici. In questo lavoro Browne discute della possibilità di dedurre le qualità interne di un individuo dall'aspetto esteriore del viso:
(R.M., parte 2:2)
In seguito Browne affermò le sue convinzioni sulla fisiognomica nella sua opera Christian Morals (1675 circa):
(C.M., Parte 2, sezione 9)
A Thomas Browne è accreditato l'uso della parola caricatura in inglese, sulla quale si cercò di basare con fini illustrativi l'insegnamento della fisiognomica.
Browne possedeva alcuni scritti di Giambattista della Porta tra cui Della celeste fisionomia nel quale egli sosteneva che non sono gli astri ma il temperamento ad influenzare sia l'aspetto che il carattere. In De humana physiognomia (1586)
 Porta usò delle xilografie di animali per illustrare i tratti caratteristici dell'uomo. I lavori di Porta sono ben rappresentati nella libreria di Thomas Browne ed entrambi erano sostenitori della dottrina delle firme — cioè, le strutture fisiche in natura come le radici, i gambi e i fiori di una pianta, sono chiavi indicative o firme delle loro proprietà medicamentose.
La popolarità della fisiognomica, nonostante precursori come Marin Cureau de La Chambre nel XVII secolo, crebbe soprattutto durante il XVIII e XIX secolo. Trovò in particolare nuovo vigore negli studi del celebre antropologo e criminologo italiano Cesare Lombroso, il quale ne trasse ipotesi di applicazioni pratiche nella criminologia forense e nella prevenzione dei reati, giungendo a predicare la pena capitale come unica soluzione contro la tendenza criminale innata e pertanto non educabile con la sola pena detentiva.
La fisiognomica influenzò anche altri campi al di fuori della scienza, come molti romanzieri europei tra i quali Honoré de Balzac; nel frattempo la 'Norwich connection' alla fisiognomica si sviluppò attraverso gli scritti di Amelia Opie e del viaggiatore e linguista George Borrow, inoltre fra molti romanzieri inglesi del XIX secolo si diffuse l'uso di passaggi molto descrittivi dei personaggi e del loro aspetto fisiognomico in particolare Charles Dickens, Thomas Hardy e Charlotte Brontë.
Nel XX secolo questa dottrina è stata da più parti tirata in campo a supporto di ideologie xenofobe e pseudo-studi sulla razza.
La frenologia era pure considerata fisiognomica. Fu creata intorno al 1800 dai fisici tedeschi Franz Joseph Gall e Johann Spurzheim e si diffuse nel corso del XIX secolo in Europa e negli Stati Uniti.
In sostanza la fisiognomica moderna subisce nel tempo una serie di modificazioni strutturali che la specializzano in varie discipline (dai primi rudimenti di psicanalisi alla antropologia criminale di Cesare Lombroso). Essa infatti è proporzionale alle conoscenze del periodo, ma ancor più alle metodologie impiegate. Parlando infatti di fisiognomica moderna, si invade un campo vastissimo fatto di congetture neo-aristoteliche, ma anche di mirabolanti imprese antropologiche, come la macchina che misura le capacità intellettive umane partendo dall'analisi della forma del cranio, inventata dai fratelli Fowler. Tuttavia, che si tratti di tentativi pseudo-scientifici, o di volontari indottrinamenti razzisti, questo spesso strato di ricerche resta un monumento alle buone e alle cattive intenzioni umane, in quanto mai ha concesso prove scientificamente insindacabili. Il recentissimo studio del naturalista Dario David (La vera storia del cranio di Pulcinella: le ragioni di Lombroso e le verità della fisiognomica), ha messo in evidenza quanto effimero sia il piedistallo antropocentrico, e nel contempo come possa essere studiato il volto umano, in relazione al comportamento, utilizzando il solo grandangolo dell'etologia comparata e dell'ecologia. I tratti somatici sono infatti indicativi di una regione ben identificabile per cultura, religione, storia, tradizioni o magari isolamento geografico. Se quei tratti somatici (ammesso che siano effettivamente diversi) si associano quindi ad un comportamento, che magari sarà tipico o frequente nel luogo, allora ecco la fisiognomica, o per lo meno una sua versione scientificamente accessibile, in grado di relazionare comportamento e sembianza.

### Benedict Lust
Per Benedict Lust questa scienza non aveva nulla di pseudo-scientifico; egli aveva osservato, con il metodo naturopatico che sviluppava in quegli anni, che quando la gente guariva, cambiava anche in volto. Eliminando le scorie e le tossine, il viso diventava più "snello": il doppio mento scompariva, tornava a vedersi il collo in quei volti che prima lo avevano "sepolto" sotto strati di tessuto adiposo, anche i capelli in alcuni casi erano più folti.
Per tutto questo cominciò a sviluppare un sistema di diagnosi "all'inverso", ossia: se le modificazioni, una volta che la gente guariva da un determinato male erano costanti, allora significava anche che, quando e quanto più quelle caratteristiche facciali "sintomatiche" erano presenti in una persona, tanto più la persona era anche affetta da quel determinato "male" specifico di cui le alterazioni nel viso erano soltanto un sintomo.
Nonostante queste ulteriori opinioni, la fisiognomica non ha alcunché di scientificamente assodato, da più di un secolo.

## Tra scienza e arte
A partire da Leonardo, dalle sue poche caricature pervenuteci, raccolte alla biblioteca di Christ Church e alla Biblioteca di Windsor, da Roberto Longhi considerate appunto «presunte caricature», si tratterebbe più che altro di studi fisionomici, considerato «l'interesse di Leonardo, scientifico non meno che artistico, ma analitico sempre, per questo genere di studi». Lo stesso senso hanno le Conferenze sull'espressione e la fisionomia (1698) tenute da Charles Le Brun all'Accademia francese delle scienze. In letteratura troviamo tra gli altri Pierre de Marivaux, che nel suo romanzo Il villan rifatto ovvero le memorie del signor*** (1735 - 1736), il protagonista viene assunto in una famiglia parigina soprattutto in base alla fisionomia, che non inganna. A questa visione pseudoscientifica il prete, arbitro della coscienza e della condotta della famiglia in questione, si oppone:«Chi vi ha garantito dei suoi costumi, della sua religione, del suo carattere? Un briccone non può avere la faccia di un onest'uomo?»

## Fisiognomica e intelligenza artificiale
Alcune applicazioni dell'intelligenza artificiale in particolare nel campo del riconoscimento facciale si rifanno alle teorie fisiognomiche, con risultati controversi.

### Discipline
- Frenologia
- Patognomia
- Caratterologia
- Personologia